# Nonius Marcellus
Nonius Marcellus (működött a 4. század kezdetén) ókori római nyelvész. Compendiosa doctrina című munkája ismeretes, amelyben az írók nyelvi és tárgyi magyarázatával foglalkozik. Mivel a mű sok régi szóalakot, szólásmódot idéz, komoly értéket jelent a mai nyelvtörténészeknek.